# مرادآباد ۲
مرادآباد ۲، روستایی در دهستان عباس‌آباد بخش هلیل دشت شهرستان رودبار جنوب در استان کرمان ایران است.

## جمعیت
بر پایه سرشماری عمومی نفوس و مسکن در سال ۱۳۹۵، جمعیت این روستا برابر با ۵۷۵ نفر (۱۵۶ خانوار) بوده است.